# Fensterbach
Fensterbach là một đô thị ở huyện Schwandorf bang Bayern, Đức.